# San Pablo de la Moraleja
San Pablo de la Moraleja – gmina w Hiszpanii, w prowincji Valladolid, w Kastylii i León, o powierzchni 24,91 km². W 2011 roku gmina liczyła 136 mieszkańców.